# الصدادكة (أولاد اجميل)
الصدادكة هو دُوَّار يقع بجماعة اخميسات الشاوية، إقليم سطات، جهة الدار البيضاء سطات في المملكة المغربية. ينتمي الدوّار لمشيخة أولاد اجميل التي تضم 27 دوار. يقدر عدد سكانه بـ 137 نسمة حسب الإحصاء الرسمي للسكان والسكنى لسنة 2004.

## روابط خارجية
- البوابة الوطنية للجماعات الترابية
- المندوبية السامية للتخطيط